# Zauía de Sidi Boushaki
La zauía de Sidi Boushaki o zauía de Thenia es una zauía ubicada en Thenia, Argelia. Forma parte de las zauías en Argelia afiliadas a la tariqa Rahmaniyyah bajo la supervisión del Ministerio de Asuntos Religiosos y Dotaciones y la referencia islámica argelina.

## Construcción
Inicialmente construyó una mezquita para realizar Salat y recitar el Corán.
Él enseñó allí durante once años antes de que la mezquita se expandiera erigiendo otras estructuras.
Este período de mediados del siglo XV vio el regreso de varios Alfaquís de Cabilia que habían sido enviados a beber estudios islámicos en la mezquita de al-Azhar y en otras partes del mundo islámico.
Si Sidi Boushaki regresó en 1442, su amigo Sidi Abderrahman y Thaâlibi extendieron su estadía en Mesopotamia y en otros lugares antes de regresar para establecerse en la Casba de Argel en 1455, donde fundó la zawiya de Sidi Abderrahmane.
Luego, otros académicos de cabila siguieron la misma ruta antes de regresar a las aldeas de Djurdjura para enseñar la ciencia y el misticismo musulmanes.

## Ubicación
La Zawiya de Sidi Boushaki está ubicada al sur de la ciudad de Thenia.

## Mausoleo
Los visitantes se complacieron en tawassul y duaa de acuerdo con los preceptos de la referencia religiosa argelina.

## Descripción
La zawiya de Sidi Boushaki estaba compuesta por varios edificios:
- Una mezquita sin Alminar con techo de teja según el estilo arquitectónico bereber.
- La zawiya propiamente dicha.
- Una casa para el jeque de la zawiya.
- Un mausoleo en honor al difunto "Sidi Boushaki".
- Aulas para la enseñanza de las ciencias del Corán e islámicas.
- Lugares de alojamiento para los discípulos.[9]

## Enseñanzas
Aunque el Corán fue el tema principal que se enseñó en la zawiya de Sidi Boushaki, allí también se enseñaron varias ciencias islámicas.
El tafsir del Corán que fue autorizado en el programa de enseñanza fue solo el de Sidi Boushaki llamado "Tafsir Az Zaouaoui" o "Tafsir Sidi Boushaki".
Por lo tanto, el fiqh según el madhab malikí se observó en los tribunales de esta zawiya, que se basaba en el corpus Moukhtassar Khalil.
De hecho, Sidi Boushaki había escrito tres exégesis de este trabajo durante su viaje iniciático el Máshrek.
El idioma árabe se enseñó sobre la base del texto de Alfiya Ibn Malik, del cual Sidi Boushaki había escrito una explicación general.

## Sufismo
La zawiya de Sidi Boushaki adoptó la tariqa Qadiriyya desde su fundación en 1442.
Fue la tariqa más común en Cabilia durante los siglos XV, XVI y XVII.
Pero el regreso de Sidi M'hamed Bou Qobrine en 1768 en Cabilia trajo un nuevo aliento de Irfān.
Él fundó la zawiya de Bounouh seguido por la zawiya de Sidi M'hamed al fundar un nuevo Tariqa basado en la Halveti que entonces se llamaba Rahmaniya.
Todas las zawiyas de Cabilia reunieron a Rahmaniya, y la zawiya de Sidi Boushaki no se apartó de esta tendencia.